# Dennis Kasper
Dennis L. Kasper (* 23. Februar 1943 in Chicago) ist ein US-amerikanischer Mikrobiologe und Immunologe. Er ist Professor an der Harvard Medical School, wo er am Blavatnik Institute des Department of Immunology forscht.

## Leben und Werk
Kasper erhielt 1967 seinen medical doctor (MD) an der School of Medicine der University of Illinois. Nach seiner Facharztausbildung in innerer Medizin am New York Hospital und im Bostoner Peter Bent Brigham Hospital, begann er eine Forschungskarriere am Walter Reed Army Institute of Research. Er bildete sich auf dem Gebiet der Infektionskrankheiten am Boston City Hospital (Boston University) weiter. An der Harvard Medical School war er Direktor des Channing Laboratory und Prodekan für akademische Programme. 2001 wurde er in die National Academy of Medicine aufgenommen und im Jahr 2018 in die National Academy of Sciences.

## Auszeichnungen
2023 erhielt Kasper gemeinsam mit Bonnie L. Bassler und Jeffrey I. Gordon den Albany Medical Center Prize.
Für 2024[veraltet] wurde ihm der Paul-Ehrlich-und-Ludwig-Darmstaedter-Preis zuerkannt.

„Kasper hat die bisher einzig bekannten Wörter der biochemischen Sprache entdeckt, mit der Bakterien, die unseren Darm bevölkern, unser Immunsystem erziehen und damit für dessen gesunde Entwicklung sorgen. Dadurch hat der Preisträger ein neues und dynamisches Forschungsfeld eröffnet, auf dem sich bereits konkrete Ansatzpunkte für die Behandlung schwerer Autoimmunkrankheiten abzeichnen.“